# 雲林院弥四郎
雲林院 弥四郎（うじい やしろう、天正9年（1581年） - 寛文9年（1669年））は、安土桃山時代から江戸時代前期にかけての柳生流の兵法家。諱は光成（みつなり）。出羽守とも伝わる。宮本武蔵の伝記『二天記』での記述から、武蔵と立ち合った最後の人物と紹介される事もあるが、同時代の一次史料はなく、研究者からは事実ではないと認識されている。

## 来歴
1807年に弥四郎（光成）の子孫という熊本藩士の岩尾幾平太が記した由緒書によると、雲林院氏の出自は伊勢国を拠点とした長野工藤氏の一族とされている。
天正9年（1581年）に雲林院松軒（光秀）の子として生まれる。由緒書では父の雲林院光秀も「出羽守」を称したとされ、1566年3月10日付の疋田景兼（侏田豊五郎景兼）の新当流兵法伝授起請文では父子ともに弥四郎を号していた。
塚原卜伝から父が受け継いだ新当流兵法を継承し、元和7年（1621年）、柳生宗厳の高弟・村田弥三久次から新陰流の目録を授けられ皆伝を受けている。
大和郡山藩主・松平忠明に仕えたがその後致仕し、豊前小倉藩主・細川忠利の側に仕え兵法を指南する。寛永9年（1632年）に忠利が加藤忠広の改易後に肥後熊本藩54万石に転ずると、しばらく小倉に留まっていたが、忠利からの希望や、後任の小笠原忠真から促されたこともあり、寛永10年（1633年）に肥後へ入り、再び忠利の側に仕え藩士に柳生新陰流を指南している。また、寛永13年（1636年）8月には八代城にいた忠利の父・細川忠興にも兵法を披露して「弥四郎兵法存ずの外見事にて候、柳生弟子にこれ程のは終に見申さず候」（『細川家史料』）と絶賛されている。弥四郎は、小倉時代から藩主の忠利より複数回にわたり仕官を勧められているがその度に断っている。そこで忠利は、柳生宗矩に家臣の志水伯耆（元五）をつかい弥四郎について尋ねている（『先祖付』）。その宗矩の志水宛返書が現存しており（『岩尾文書』）、宗矩は「弥四郎は大変な兵法家です。父親は塚原卜伝の弟子で、足利義輝・北畠具教など、天下に5〜6人もいないほどの兵法家です。その全てを弥四郎は相伝しています。鑓にかけては、当代随一だと思います。お引き回しお願い致します」と、弥四郎の技量を保証し、取り計らいを頼んでいる。この返書を読んだ忠利は、「そちらが後に重宝する内容が書いてある。そちらが所持しておいた方が良い」といい、自ら弥四郎に手渡している（『先祖付』）。
なお、柳生宗矩は書状で足利義輝と北畠具教を挙げて「覚源院様」と「伊勢国司」と記しているが、足利義輝の法号は「光源院」であり誤記とされている。
寛永14〜15年にかけての島原の乱では、藩主・忠利の側近として従軍しており、先祖が同じ二階堂氏であり、柳生宗矩と親交がある幕府軍上使石谷貞清の陣をたびたび見舞っている。その後も弥四郎は肥後に留まるが、忠利の仕官の勧めに応じず、城下の新町に居住した。
熊本藩の客分のまま寛文9年（1669年）9月に死去。墓は熊本市横手の禅定寺にある。
なお、宮本武蔵の伝記『二天記』によれば、氏井弥四郎の名で登場し、寛永17年（1640年）に武蔵が肥後に下った際に忠利に請われて御前試合が行われたが、3度の立会いは尽く武蔵に技を封じられたとしている。しかし、『二天記』が武蔵の死後約100年後に執筆された伝記であり、前述の記述も後世の伝記のみしか確認できず、雲林院を氏井と誤記している。よって、一次史料が無いことから学術的に事実としては認めにくい。
歴史学的にみて特筆できることは、弥四郎について多くの一次史料が現存していることである。戦国期から江戸時代初期にかけての兵法者の伝承は、後年に流派の弟子たちにより創作されたものが多く、事実として認めにくいものもある。また、剣豪小説の世界では有名であっても、実在は不確かな兵法家もいる。その点、細川家史料も含めて雲林院氏関係の史料は白眉である。